# Ejektionsreflex
Der Ejektionsreflex, Milchejektionsreflex oder Milchspendereflex ist ein durch das Saugen eines Säuglings bzw. Jungtiers bei der Mutter ausgelöster Reflex zur Stimulierung der Milchabgabe. Die Reizung der Zitze beziehungsweise Brustwarze wird von sensiblen Nervenfasern zum Hypothalamus der Mutter geleitet. Im Hypophysenhinterlappen wird daraufhin das Peptidhormon Oxytocin abgegeben. Durch dieses Hormon werden die Myoepithelzellen der Milchdrüse angeregt sich zu kontrahieren. Dies bewirkt wiederum einen Milchtransport von den Endkammern (Alveolen) in die Milchsammelräume (Zisternen) der Milchdrüse. Die Zeit von der Stimulation der Zitze bis zum Einschießen der Milch beträgt etwa zehn Sekunden. Der Ejektionsreflex ist Teil der Galaktopoese.

## Beim Menschen
Oxytocinlevel bei einer stillenden Frau steigen erst etwa eine Minute nach Beginn der Stimulation, sodass Säuglinge zunächst wenige Minuten lang keine oder nur wenig Muttermilch erhalten. Die meisten Frauen spüren den ersten Milchspendereflex einer Stillmahlzeit als warmes, teilweise kitzelndes Druckgefühl, die späteren Reflexe werden in der Regel nicht mehr gespürt. Auch andere Reize als die taktile Stimulation der Brustwarze können zum Auslösen des Reflexes führen, so zum Beispiel das Betrachten eines Fotos des eigenen Kindes.
Der Milchspendereflex kann durch feuchte Wärme und eine generell warme Umgebung, eine entspannte Körperhaltung und durch eine Brustmassage vor der Stillmahlzeit gefördert und durch Kälte, Schmerzen, Stress und einen hohen Alkohol- oder Nikotinkonsum gestört werden. Ein gestörter Milchspendereflex erhöht das Risiko für wunde Brustwarzen, Mastitis und somit indirekt für eine gestörte Gewichtszunahme des Säuglings.
Selten kann der Milchspendereflex zu einer sehr kurzzeitigen jedoch deutlichen Dysphorie führen, dem sogenannten „D-MER“ (dysphoric milk ejection reflex).